# 高木修平
高木 修平（たかぎ しゅうへい、1980年10月18日 - ）は、NHKのアナウンサー。

## 人物
兵庫県神戸市出身、淳心学院高等学校、早稲田大学商学部卒。2003年入局。
駅伝やカーリングなどのスポーツ番組から夕方のニュース番組キャスターなど幅広い仕事を行っている。
趣味でもある競馬において、2019年12月22日開催の第64回有馬記念にて、前年まで担当していた大坂敏久の後任として、39歳の若さで有馬記念を実況。
そのまま翌年の2020年に行われた第87回日本ダービーの実況でも、初のダービー実況を担当した。

## 現在の担当番組
- スポーツ中継実況・リポート（プロ野球、高校野球、競馬（G1）、ラグビー、陸上、オリンピック等）
- 広島県・中国地方のニュース
- お好みワイドひろしま - 「お好みスポーツ」キャスター（隔週）

## 過去の担当番組
仙台放送局時代（2003年度 - 2005年度）
- スポーツなど
- 宮城県・東北地方のニュース・中継・リポート

青森放送局時代（2006年度 - 2009年度）
- 生活ほっとモーニング（2007年5月10日）
- あっぷるワイド（キャスター）
- 青森県のニュース・中継・リポート
- NHKニュース845あおもり

大津放送局時代（2010年度 - 2013年度）
- おうみ発610（藤澤義貴と交替で担当）
- 2011年3月11日の東北地方太平洋沖地震・東日本大震災の発生後は、盛岡放送局に応援で派遣され、災害情報を中心にローカルニュースを担当した。
- 滋賀県のニュース・中継・リポート
- おうみ845
- スポーツ中継

広島放送局時代（2014年度 - 2017年度）（1度目）
- おはようひろしま（キャスター）（2016年4月 - 2017年3月）
- ニュースちゅうごく645
- ひろしまニュース845
- 祝!セ・リーグ連覇 生中継カープ優勝パレード2017（2017年11月25日） MC
- 広島県・中国地方のニュース・中継・リポート
- お好みワイドひろしま（お好みスポーツ）

G-Media時代（2018年度 - 2020年8月）
- ダルビッシュ先発予定　秋山出場予定MLB2020（2020年7月31日）

東京アナウンス室時代（2020年9月 - 2022年7月）
- 北京オリンピック（東京から映像を見ての実況）
  - スノーボード 女子パラレル大回転・決勝、男子パラレル大回転（ラジオ実況、2月8日）
  - フリースタイル女子スキークロス（2月17日）
  - フリースタイル男子スキークロス（2月18日）

広島放送局時代（2022年8月 - ）（2度目）
- 台風6号関連特設ニュース（2023年8月10日・全国放送） - 広島放送局より中国地方の災害状況を伝えた[注釈 1]
- ラグビーワールドカップ2023（総合・BS4K・NHKプラス・BS1）
  - 1次リーグ・グループD「日本」対「アルゼンチン」（2023年10月9日） - 現地実況（現地解説：大野均）
  - 準々決勝「フランス」対「南アフリカ」（2023年10月16日） - 現地実況（現地解説：大野均）
  - 3位決定戦「アルゼンチン」対「イングランド（2023年10月28日） - 現地実況（現地解説：五郎丸歩）
- 第60回全国大学ラグビー選手権大会決勝「帝京大学」対「明治大学」（2024年1月12日） - 実況
- 全国都道府県対抗男子駅伝 - 実況
  - 第29回（2024年1月21日）
  - 第30回（2025年1月19日）
- 全日本卓球選手権〜パリオリンピック2024代表最終選考会 女子シングルス決勝 「早田ひな」対「張本美和」 - 実況

## 競馬GI実況履歴
- 天皇賞（春）
  - 第159回（2019年4月28日）
  - 第167回（2023年4月30日)
- 皐月賞
  - 第81回（2021年4月18日）
- NHKマイルカップ
  - 第23回（2018年5月6日）
  - 第29回（2024年5月5日）[注釈 2]
- 優駿牝馬（オークス）
  - 第78回(2017年5月21日)
- 東京優駿（日本ダービー）
  - 第87回（2020年5月31日）※無観客開催
  - 第89回（2022年5月29日）
  - 第91回（2024年5月26日）
- 天皇賞（秋）
  - 第158回（2018年10月28日）
- ジャパンカップ
  - 第43回（2023年11月26日）
- 有馬記念
  - 第64回（2019年12月22日）
  - 第66回（2021年12月26日）
  - 第68回（2023年12月24日）